# 1869

## Събития
- Любен Каравелов застанал начело на БРЦК. Васил Левски създал мрежа от комитети в страната и подготвил българите за въстание.
- 4 март – Започва издаването на българския вестник „Право“.
- 28 март – Започва издаването на османския вестник „Солун“.
- 6 декември – Провежда се Народният събор в Гайтаниново.

## Родени
- Апостол войвода, Ениджевардарското слънце
- Александър Чакъров, български революционер
- Васил Главинов, политически деец
- Георги Трайчев, български просветен деец и революционер
- Григор Христов, български просветен деец и революционер
- Иван Топчев, български военен и революционер
- Константинос Мазаракис, гръцки военен и революционер
- Петър Ценов, български учител и общественик
- Стефан Дедов, македонски журналист
- Тодор Лазаров, български революционер
- 22 януари – Григорий Распутин, руски мистик
- 11 февруари – Елзе Ласкер-Шюлер, немска поетеса и романистка
- 26 февруари – Уилям Тарн, британски историк
- 15 март – Велко Думев, български революционер
- 18 март – Невил Чембърлейн, Министър-председател на Великобритания
- 23 март – Калуст Гулбенкян, британски предприемач
- 10 април – Георги Баласчев, български историк и археолог
- 11 април – Густав Вигеланд, норвежки скулптор
- 14 май – Никола Мушмов, български нумизмат и музеолог
- 24 юли – Юлиус Дорпмюлер, немски политик
- 27 юли – Иван Марков, български военен деец
- 23 август – Едгар Ли Мастърс, американски поет
- 31 август – Константин Кирков, български военен деец
- 3 септември – Фриц Прегл, австрийски химик
- 3 септември – Фриц Прегъл, австрийски химик
- 15 септември – Юрдан Стоянов, български военен и революционер
- 17 септември – Кристиян Лоус Ланге, норвежки дипломат
- 17 септември – Антон Бузуков, български военен и революционер
- 17 септември – Кристиан Лоус Ланге, норвежки дипломат
- 23 септември – Христо Бурмов, български военен деец
- 26 септември – Иван Нелчинов, български революционер
- 2 октомври – Махатма Ганди, индийски политик
- 18 октомври – Сребрен Поппетров, български революционер и политик
- 28 октомври – Цанко Церковски, български писател и политик
- 3 ноември – Васил Златаров, български авиатор
- 11 ноември – Виктор Емануил III, крал на Италия
- 13 ноември – Димитър Драгиев, български политик
- 22 ноември – Андре Жид, френски писател
- 3 декември – Слободан Йованович, сръбски политик, държавник и историк (стар стил – 21 ноември)
- 7 декември – Стефан Славчев, български военен деец
- 16 декември – Христо Татарчев, български революционер
- 31 декември – Анри Матис, френски художник

## Починали
- Ботьо Петков, български възрожденски учител
- Тихо Обретенов, български занаятчия
- 17 януари – Александър Даргомижки, руски композитор
- 19 януари – Карл фон Райхенбах, германски химик
- 8 март – Ектор Берлиоз, френски композитор
- 28 май – Ернст Вилхелм Хенгстенберг, немски духовник и теолог
- 16 юни – Чарлз Стърт, английски пътешественик
- 22 юли – Джон Огъстъс Рьоблинг, американски инженер
- 13 август – Адолф Ниел, френски генерал и маршал на Франция
- 11 септември – Томас Греъм, британски химик
- 23 септември – Йохан Георг фон Хан, австрийски дипломат и учен
- 8 октомври – Франклин Пиърс, 14-и президент на САЩ
- 12 октомври – Пьотър Анжу, руски адмирал
- 10 ноември – Джон Уул, Американски генерал
- 8 декември – Иван Момчилов, български просветител